# Гонсало Кастро Ірісабаль
Гонсало Кастро Ірісабаль (ісп. Gonzalo Castro Irizábal, нар. 14 вересня 1984, Тринідад), відомий як Чорі Кастро (ісп. Chory Castro) — уругвайський футболіст, нападник клубу «Рівер Плейт» (Монтевідео).
Виступав за національну збірну Уругваю.

## Клубна кар'єра
Народився 14 вересня 1984 року в місті Тринідад. Вихованець футбольної школи клубу «Насьйональ». Дорослу футбольну кар'єру розпочав 2002 року в основній команді того ж клубу, в якій провів п'ять сезонів, взявши участь у 81 матчі чемпіонату. За цей час тричі виборював титул чемпіона Уругваю.
2007 року перебрався до Іспанії, уклавши контракт з «Мальоркою», де протягом перших двох сезонів був гравцем запасу і лише в сезоні 2009/10 почав вигравати конкуренцію за місце в складі у ветерана Фернандо Варели. Загалом відіграв на Балеарських островах п'ять сезонів, відзначившись 23 голами у 131 грі іспанської Ла-Ліги.
У травні 2012 залишив «Мальорку» і невдовзі на правах вільного агента приєднався до команди «Реал Сосьєдад», продовжив виступи в елітному дивізіоні Іспанії. У січні 2016 року, за півроку до завершення чотирирічного контракту із цим клубом, залишив його і перейшов до «Малаги», з якою уклав контракт на 2,5 роки. Як і в попередніх іспанських командах, мав регулярну ігрову практику, проте високої результативності не демонстрував.
2018 року повернувся на батьківщину, до рідного «Насьйоналя», а за три роки перейшов до команди «Рівер Плейт» (Монтевідео).

## Виступи за збірну
2005 року провів п'ять ігор у складі національної збірної Уругваю.

## Титули і досягнення
- Чемпіон Уругваю (4):

«Насьйональ»: 2002, 2005, 2005-2006, 2002
- Володар Суперкубка Уругваю (1): 2019